# Суровцев, Григорий Степанович
 Григорий Степанович Суровцев (Суровцов) (1786—1860) — профессор Казанского университета по кафедре российской словесности.

## Биография
Родился в 1786 году. Первоначальное образование получил в Вологодской духовной семинарии, затем был зачислен в студенты Троице-Сергиевской лаврской духовной академии, по окончании курса в которой в 1807 году был назначен учителем риторики, греческого и французского языков в ту же Вологодскую семинарию. В 1814 году переведён преподавателем тех же предметов в Калужскую семинарию, где некоторое время состоял также инспектором. В 1820 году уволился из духовного ведомства и поступил на службу в канцелярию медицинского департамента Министерства внутренних дел.
Ярый консерватор, заражённый мистицизмом, господствовавшим некоторое время по окончании наполеоновских войн в высших и средних кругах русского и, в особенности, петербургского общества, Суровцев попал в милость к попечителю Казанского университета М. Л. Магницкому, превратившему этот университет чуть ли не в средневековый католический монастырь; по предложению Магницкого, равносильному приказу, 15 апреля 1822 года был избран экстраординарным профессором Казанского университета по кафедре российской словесности, хотя не имел ни учёной степени, ни учёных трудов. 
С октября 1822 года был назначен заведующим университетской типографией. В 1824—1829 годах занимал должность синдика университета. 19 февраля 1829 года утверждён ординарным профессором по занимаемой кафедре. В 1831 году ему было поручено временно читать лекции по всеобщей истории, в том же году был назначен и. д. декана нравственно-политического отделения, а в 1832 г. — деканом словесного отделения. Уволен из университета 11 января 1840 году. 
Умер в 1860 году. 